# 鈴木弘幸
鈴木 弘幸（すずき ひろゆき、1959年3月5日 - ）は、福岡県出身の男性フィギュアスケート選手。現在はコーチ。1988年カルガリーオリンピックアイスダンス日本代表。明治大学卒業。パートナーは田中智子。息子は同じくアイスダンス選手の鈴木健太郎。娘はCoherent Dreamsのボーカル鈴木彩夏。

## 経歴
- 1980年ころから田中智子とカップルを結成。
- 1986年から1988年まで全日本フィギュアスケート選手権3連覇。
- 1988年カルガリーオリンピックに出場し、18位。
- 引退後はコーチとして活動、日本フィギュアスケーティングインストラクター協会に所属。

## 主な戦績
| 大会/年      | 1981-82 | 1982-83 | 1983-84 | 1984-85 | 1985-86 | 1986-87 | 1987-88 |
| ------------ | ------- | ------- | ------- | ------- | ------- | ------- | ------- |
| オリンピック |         |         |         |         |         |         | 18      |
| 世界選手権   |         |         |         |         | 14      | 16      | 19      |
| 全日本選手権 | 3       | 3       | 2       | 2       | 1       | 1       | 1       |